# Gaetano Angius
Gaetano Angius (Villanova Monteleone, 13 giugno 1947) è un politico e operaio italiano.

## Biografia
Operaio, militante del Partito Comunista Italiano. Viene eletto alla Camera dei Deputati alle elezioni politiche del 1976, diventando membro della Commissione Lavoro e Previdenza sociale. La sua elezione viene poi annullata il 17 febbraio 1977, così decade da deputato; al suo posto subentra il democristiano Alberto Spigaroli.